# George Frederick Ives
George Frederick Ives (ur. 17 listopada 1881 w Brighton, zm. 12 kwietnia 1993 w White Rock) – ostatni weteran II wojny burskiej.

## Życiorys
Urodzony w Wielkiej Brytanii, trafił z brytyjską armią do Afryki Południowej. Wyemigrował w 1903 do Kanady. Uczestniczył w nabożeństwie w Royal Albert Hall w dniu Pamięci 1992 w Wielkiej Brytanii i spotkał się z królową Elżbietą II, Margaret Thatcher i premierem Johnem Majorem. W tamtym czasie był ostatnim żyjącym weteranem uprawnionym do noszenia Medalu Królowej Wiktorii i złożył wieniec pod pomnikiem.